# Marek Krajewski
Marek Krajewski (* 4. září 1966, Wrocław) je polský filolog a spisovatel. Česky vyšly jeho ponuře laděné detektivní příběhy s kriminalistou Eberhardem Mockem, odehrávající se ve Wrocławi (tehdejším německém Breslau) v době mezi světovými válkami.

## Dílo

### Detektivní romány s Eberhardem Mockem
- Smrt v Breslau (Śmierć w Breslau, 1999, česky 2008)
- Konec světa v Breslau (Koniec świata w Breslau, 2003, česky 2009)
- Přízraky Breslau (Widma w mieście Breslau, 2005, česky 2010)
- Festung Breslau (2006)
- Dżuma w Breslau (2007)
- Głowa Minotaura (2009)